# ザラ峠
ザラ峠（ザラとうげ）は、富山県富山市と立山町にある峠。北アルプス（飛騨山脈）の獅子岳と五色ヶ原との鞍部に位置する。標高2,342m。

## 概要
越中国と信濃国を東西方向に結ぶ急峻な古道上に位置する。立山方面からは、立山カルデラを経てザラ峠に至り、やや南下して五色ヶ原を経て平ノ渡場（現黒部湖）、針ノ木峠、大町方面へ至るルートが一般的であったが、1973年に立山温泉が廃湯してカルデラ内の立ち入りが規制されると峠の西側は完全に廃道となった。峠からカルデラ方面にかけて長年踏み固められた踏み跡が残るが利用することはできない。このため、現在は立山から薬師岳方面へ至る南北方面に連なる縦走路（登山道）の一部となっている。

## 歴史
- 1584年 - 戦国武将の佐々成政が厳冬の北アルプスを踏破する「さらさら越え」を敢行。その際のルートとして推測されている[2]。
- 1684年 - 前田利常が芦峅寺村の三左衛門にザラ峠越えを含む信濃までの調査を命じる。後日、芦峅寺村からザラ峠を越えて針ノ木峠までの距離を8里21町20間として報告している[3]。
- 江戸時代 - 加賀藩による奥山廻りが行われる。また、正保国絵図の系統とみられる「越中四郡絵図」（小矢部市所蔵）に「さらさら越」として峠が描かれる。
- 1880年 - ザラ峠を通過する立山新道が開通[4]。